# تعلیق مراقبتی
تعلیق مراقبتی(به انگلیسی Probation) نوعی کیفر است که سالب آزادی بزهکار نمی‌شود (بزهکار حبس نخواهد کشید) ولی او را به انجام مستمر برخی شرایط تحمیلی ملزم می‌کند (بزهکار باید مدتی را تحت نظارت شدید جامعه بگذراند)؛ شرایطی چون: معرفی منظم خود به مأمور، حضور در مراکز بازپروری اعتیاد، حضور در جلسات مشاوره و رفتاردرمانی، داشتن شغل و غیره.
جان آگوستوس، کفاشی از اهالی بوستون آمریکا، مبتکر طرح «تعلیق مراقبتی» بود. قاضی مرد دائم‌الخمری را به اعمال شاقه در کانون اصلاح و تربیت محکوم کرده بود. آگوستوس که حکم را ناعادلانه می‌دید، وثیقه پرداخت و وظیفهٔ بازپروری محکوم را بر عهده گرفت به این شرط که ظرف سه هفته، دائم‌الخمر را ترک دهد وگرنه مرد مست دوباره محاکمه شود. سه هفته گذشت و دیگر خبری از آن مرد دائم‌الخمر نبود بلکه او به مردی هشیار مبدل شده بود. قاضی که تحت تأثیر قرار گرفته بود، از تحمیل مجازات معمول (حبس در کانون اصلاح و تربیت با اعمال شاقه) صرف‌نظر کرده و او را تنها به پرداخت یک سنت جریمهٔ نقدی محکوم کرد. آگوستوس در مدت ۱۸ سال (از ۱۸۴۱ تا ۱۸۵۹) ۱٬۱۵۲ مرد و ۷۹۴ زن را به همین شیوه از زندان آزاد کرد و بر اساس گفتهٔ خودش تنها یک مجرم بدو خیانت کرد و گریخت. موفقیت آگوستوس در بازپروی بزهکاران، به قانونی شدن کیفر «تعلیق مراقبتی» در ایالات متحدهٔ آمریکا انجامید.
از مزایای تعلیق مراقبتی می‌توان به کاهش هزینه‌های نگهداری از زندانیان، کاهش لکه و داغ ننگ بالقوهٔ ناشی از کشیدن حبس، و نیز جلوگیری از پذیرفتن فرهنگ زندان (تأثیر زیان‌بار زندان بر زندانیان جدید) اشاره کرد. انتقاداتی نیز به این کیفر شده‌است.